# Charles Leclerc
Charles Marc Hervé Perceval Leclerc (phát âm tiếng Pháp: [ʃaʁl ləklɛʁ]; sinh ngày 16 tháng 10 năm 1997 ở Monte Carlo) là một tay đua người Monaco. Anh đã giành chức vô địch tại giải đua xe GP3 Series vào năm 2016 và giải đua xe Công thức 2 vào năm 2017. Kể từ năm 2018, anh tham gia Công thức 1 và đội đua Scuderia Ferrari kể từ năm 2019.

## Đầu đời
Charles Leclerc sinh ngày 16 tháng 10 năm 1997 tại Monte Carlo, Monaco. Bố của anh là Hervé Leclerc, một tay đua chuyên nghiệp, và mẹ là Pascale Leclerc. Anh là con giữa giữa anh trai, Lorenzo và em trai, Arthur. Trong suốt thời thơ ấu và giai đoạn đầu sự nghiệp đua xe chuyên nghiệp, Leclerc duy trì mối quan hệ thân thiết với Jules Bianchi, người đỡ đầu và người bạn thân thiết của anh. Bố của anh từng tham gia tại Công thức 3 trong những năm 1980 và 1990. Vào năm 2017, bố của anh qua đời sau một thời gian dài lâm bệnh ở tuổi 54, chỉ bốn ngày trước khi Leclerc giành chiến thắng trong cuộc đua chính ở Baku, vòng 2 của giải đua xe Công thức 2 2017.

## Sự nghiệp

### Sự nghiệp tiền Công thức 1 (2005-2018)

#### Đua xe kart (2005-2013)
Leclerc bắt đầu sự nghiệp đua xe chuyên nghiệp của mình vào năm 2005 với môn đua xe kart cho đến năm 2013. Vào năm 2009, anh trở thành người trẻ tuổi nhất giành chức vô địch đua xe kart Pháp hạng Cadet. Năm 2010, anh là tay đua trẻ nhất vô địch hạng KF3 của giải đua xe Monaco Kart Cup. Vào năm 2011, Leclerc đã giành được những chiến thắng chung cuộc tại các giải đua xe CIK-FIA KF3 World Cup và CIK-FIA Kart Academy Trophy. Năm 2012, anh đã giành chiến thắng ở hạng mục KF2 của giải đua xe WSK Euro Series và về nhì trong hạng KF2 của giải đua xe ô tô CIK-FIA châu Âu và giải đua xe thế giới U18 CIK-FIA. Vào năm 2013, Leclerc đã đua ở hạng KZ của Giải vô địch châu Âu và thế giới. Trong khi đứng thứ sáu tại Giải vô địch châu Âu, anh đứng thứ hai tại Giải vô địch thế giới sau Max Verstappen.

#### Formula Renault và Công thức 3 (2014-2015)
Năm 2014, Leclerc chuyển sang đua xe một chỗ với Fortec Motorsports trong giải đua xe Formula Renault và thắng hai cuộc đua và lên bục trao giải chín lần. Anh kết thúc mùa giải ở vị trí thứ hai sau Nyck de Vries. Ngoài ra, Leclerc đã tham gia với tư cách là tay đua mời trong vòng sáu chặng đua tại giải đua xe Formula Renault 2.0 Eurocup với Fortec.. Vào năm 2015, Leclerc tham gia giải đua xe Công thức 3 châu Âu với Van Amersfoort Racing. Ngay tại cuộc đua chính đầu tiên ở Silverstone, anh đã giành được chiến thắng đầu tiên. Thêm vào đó, anh cũng giành chiến thắng tại các cuộc đua chính ở Hockenheim, Spa-Francorchamps và Nürnberg. Là tay đua mạnh nhất trong đội của mình, anh đã đạt được vị trí thứ tư trong bảng xếp hạng các tay đua.

#### GP3 Series (2016)
Năm 2016, Leclerc chuyển sang giải đua xe GP3 Series với đội ART Grand Prix, giành chiến thắng trong chặng đua mở màn mùa giải ở Barcelona và các cuộc đua chính ở Spielberg và Spa-Francorchamps và đứng trên bục trao giải tại tám cuộc đua. Ngoài ra, Leclerc đã được chấp nhận tham gia chương trình đào tạo của Scuderia Ferrari vào năm 2016 và hoàn thành các buổi lái thử cho Ferrari và Haas.

#### Công thức 2 (2017)
Vào năm 2017, Leclerc tham gia giải đua xe Công thức 2 với Prema Racing. Trong mùa giải này, anh đã thắng các cuộc đua ở as-Sakhir, Barcelona, Baku, Spielberg và Silverstone. Với một chiến thắng khác trong cuộc đua chính ở Jerez, anh đã giành chức vô địch ở chặng đua áp chót. Ngoài việc tham gia Công thức 2, anh cũng hoàn thành các buổi lái thử cho Ferrari và Sauber.

### Công thức 1 (từ năm 2018)

#### Mùa giải đầu tiên trong Công thức 1 với Sauber (2018)
Leclerc bắt đầu sự nghiệp Công thức 1 với đội đua Sauber, một đội hợp tác với Ferrari. Tại giải đua ô tô Công thức 1 Azerbaijan, anh về đích ở vị trí thứ 6 và đồng thời trở thành tay đua người Monaco thứ hai ghi điểm ở Công thức 1 sau Louis Chiron tại giải đua ô tô Công thức 1 Monaco 1950. Tại chặng đua đầu tiên ở quê hương Monaco, chiếc xe của anh bị hỏng phanh ở những vòng đua cuối khiến anh đâm vào phía sau xe của Brendon Hartley và khiến cả hai phải bỏ cuộc. Tại ba chặng đua sau đó, anh tiếp tục lấy điểm trong nhưng không thể ghi được điểm nào tại năm chặng đua tiếp teho. Tại ba trong số năm chặng đua đó, anh phải bỏ cuộc do lốp xe bị lỏng ở giải đua ô tô Công thức 1 Anh, hệ thống treo xe hỏng hóc sau khi va chạm với Sergio Pérez ở Hungary, và tại giải đua ô tô Công thức 1 Bỉ khi gặp tai nạn nghiêm trọng khi bị chiếc xe của Fernando Alonso chồm lên khoang lái. May mà chiếc xe mùa giải 2018 có trang bị Halo nên anh không bị thương tich gì. Anh tiếp tục về đích với vị trí thứ chín ở Singapore và thứ bảy ở Nga trước khi bỏ cuộc do động cơ bị hỏng ở Nhật Bản và va chạm với Romain Grosjean ở Hoa Kỳ.
Leclerc kết thúc mùa giải với ba lần liên tiếp về đích ở vị trí thứ bảy trong ba chặng đua cuối cùng và đồng thời vượt qua đồng đội Marcus Ericsson 17 lần trong tổng cộng 21 cuộc đua và đứng thứ 13 với 39 điểm.

#### Ferrari (từ năm 2019)

##### 2019: Mùa giải thành công đầu tiên cho Ferrrari

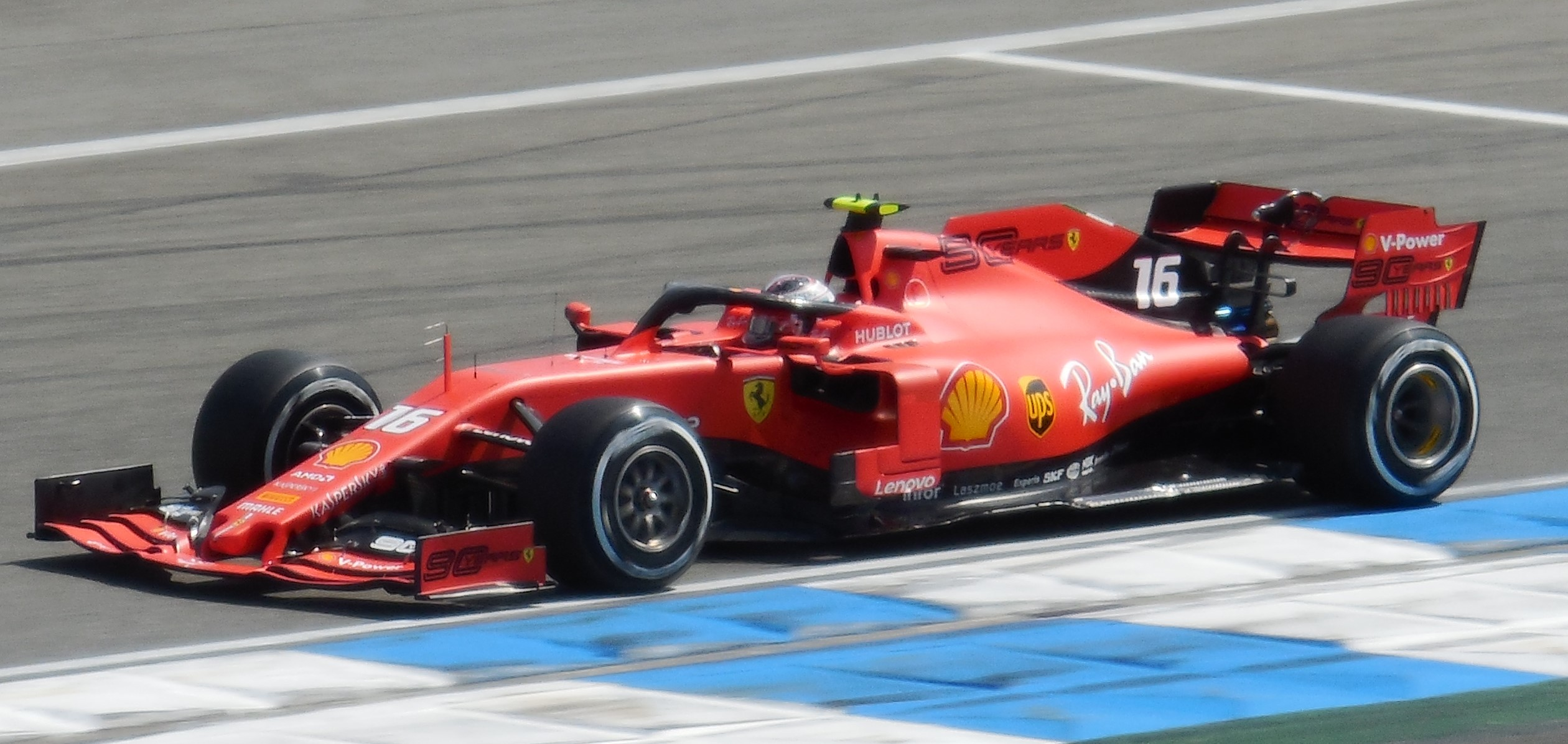
Charles Leclerc tại giải đua ô tô Công thức 1 Đức 2019

Vào năm 2019, Leclerc được Ferrari chọn để thay thế Kimi Räikkönen và đua cùng với Sebastian Vettel, nhà vô địch Công thức 1 bốn lần. Tại chặng đua mở màn mùa giải ở Úc, anh về thứ năm sau Vettel nhưng không được phép vượt qua đồng đội của mình vì lệnh của đội. Tại giải đua ô tô Công thức 1 Bahrain 2019, Leclerc trở thành tay đua trẻ thứ hai trong lịch sử Công thức 1 giành vị trí pole. Anh đã dẫn đầu trong phần lớn cuộc đua nhưng gặp trục trặc động cơ về cuối cuộc đua nên để mất chiến thắng vào tay Lewis Hamilton song vẫn kịp lên bục trao giải lần đầu tiên trong sự nghiệp.
Ở Azerbaijan, anh có cơ hội lớn giành vị trí pole cho đến khi va chạm trong phần thứ hai của vòng phân hạng (Q2). Leclerc xuất phát ở vị trí thứ tám sau các án phạt cho hai tay đua của Alfa Romeo và kết thúc cuộc đua ở vị trí thứ năm với một điểm phụ sau khi lập vòng đua nhanh nhất. Tại chặng đua tiếp theo ở Monaco, anh bị loại ở phần đầu tiên của vòng phân hạng (Q1) và xuất phát ở vị trí thứ 16 do chiến lược sai lầm của Ferrari khiến anh phải ở trong ga ra để tiết kiệm bộ lốp xe. Anh bị thủng lốp và sàn xe hư hỏng nghiêm trọng sau khi cố gắng vượt qua Nico Hülkenberg không thành công khiến anh phải bỏ cuộc lần thứ hai tại cuộc đua quê huơng. Tiếp theo đó, Leclerc đứng thứ ba tại Canada và tại giải đua ô tô Công thức 1 Pháp.
Tại giải đua ô tô Công thức 1 Áo, Leclerc dẫn đầu phần lớn cuộc đua trước khi bị Max Verstappen vượt ở vòng đua áp chót. Hai tay đua cùng sinh năm 1997 này tiếp tục đụng độ lớn để giành vị trí thứ ba ở giải đua ô tô Công thức 1 Anh ngay sau đó, lần này Leclerc là người chiến thắng. Mặc dù đã về đích ở vị trí top 2 trong cả ba buổi tập, Leclerc chỉ vượt qua vòng phân hạng ở vị trí thứ 10 tại giải đua ô tô Công thức 1 Đức sau khi hệ thống nhiên liệu gặp sự cố khiến anh không thể lập thời gian trong phần cuối cùng của vòng phân hạng. Trong một cuộc đua giật gân dưới trời mưa, anh đã leo lên vị trí thứ tư trong những vòng đầu tiên. Thế nhưng, chiến thuật đáng nghi ngờ của các chiến lược gia trong đội là lắp bộ lốp khô mềm mặc dù mặt đường đua quá ướt  khiến anh mất kiểm soát và đâm vào hàng rào ở vòng đua 29 và phải bỏ cuộc lần thứ hai trong mùa giải.
Tại giải đua ô tô Công thức 1 Bỉ, anh giành được chiến thắng đầu tiên trong sự nghiệp Công thức 1 của mình sau một cuộc đọ sức với Lewis Hamilton.  Thế nhưng, anh không ăn mừng chiến thắng và dành tặng nó cho người bạn xấu số Anthoine Hubert, tay đua Công thức 2 qua đời trước đó một ngày. Anh tiếp tục giành chiến thắng tại chặng đua tiếp theo, giải đua ô tô Công thức 1 Ý, sân nhà của Ferrari. Đồng thời, đây cũng là chặng đua thứ hai mà Leclerc đều giành chiến thắng sau khi xuất phát từ vị trí pole. Tại giải đua ô tô Công thức 1 Singapore, anh đã giành được vị trí pole thứ ba liên tiếp. Ban đầu dẫn đầu cuộc đua, anh đã về đích ở vị trí thứ hai sau khi bị đồng đội Vettel vượt qua. Tại giải đua ô tô Công thức 1 Nga, anh  giành được vị trí pole thứ tư liên tiếp và vị trí thứ sáu tổng cộng trong mùa giải nhưng không thể giành chiến thắng sau khi bị hai tay đua của Mercedes vượt qua.
Tại giải đua ô tô Công thức 1 Brazil, Leclerc và đồng đội Vettel gây ra một vụ va chạm gây tranh cãi khiến cả hai cùng bỏ cuộc. Anh kết thúc mùa giải với vị trí thứ ba tại giải đua ô tô Công thức 1 Abu Dhabi.
Leclerc kết thúc mùa giải 2019 ở vị trí thứ 4 chung cuộc với 264 điểm.

##### 2020: Tiếp tục đánh bại Vettel
Vào mùa xuân năm 2020, Leclerc đã tham gia các cuộc đua Công thức 1 ảo chính thức diễn ra thay cho những cuộc đua bị hủy hoặc hoãn do đại dịch COVID-19 và giành chiến thắng tại các chặng đua ảo ở Úc và Trung Quốc. Tại chặng đua GP Áo, Leclerc đứng trên bục trao giải sau khi về đích ở vị trí thứ hai tại một cuộc đua với nhiều tay đua phải bỏ cuộc. Tại chặng đua GP Styria, Leclerc và đồng đội Vettel va chạm với nhau khiến cả hai cùng bỏ cuộc. Leclerc về thứ ba tại chặng đua GP Anh sau khi hưởng lợi từ việc Valtteri Bottas bị hỏng lốp. Sau khi va chạm với Max Verstappen và Sergio Pérez ở vòng đầu tiên của chặng đua GP Sakhir, Leclerc đã nhận hai điểm phạt trên giấy phép Công thức 1 của mình. Thêm vào đó, anh cũng bị tụt ba vị trí ở chặng đua GP Abu Dhabi.
Sau khi mùa giải kết thúc, anh đứng ở vị trí thứ tám trong bảng xếp hạng các tay đua với 98 điểm.

##### 2021: Bị đánh bại bởi đồng đội mới

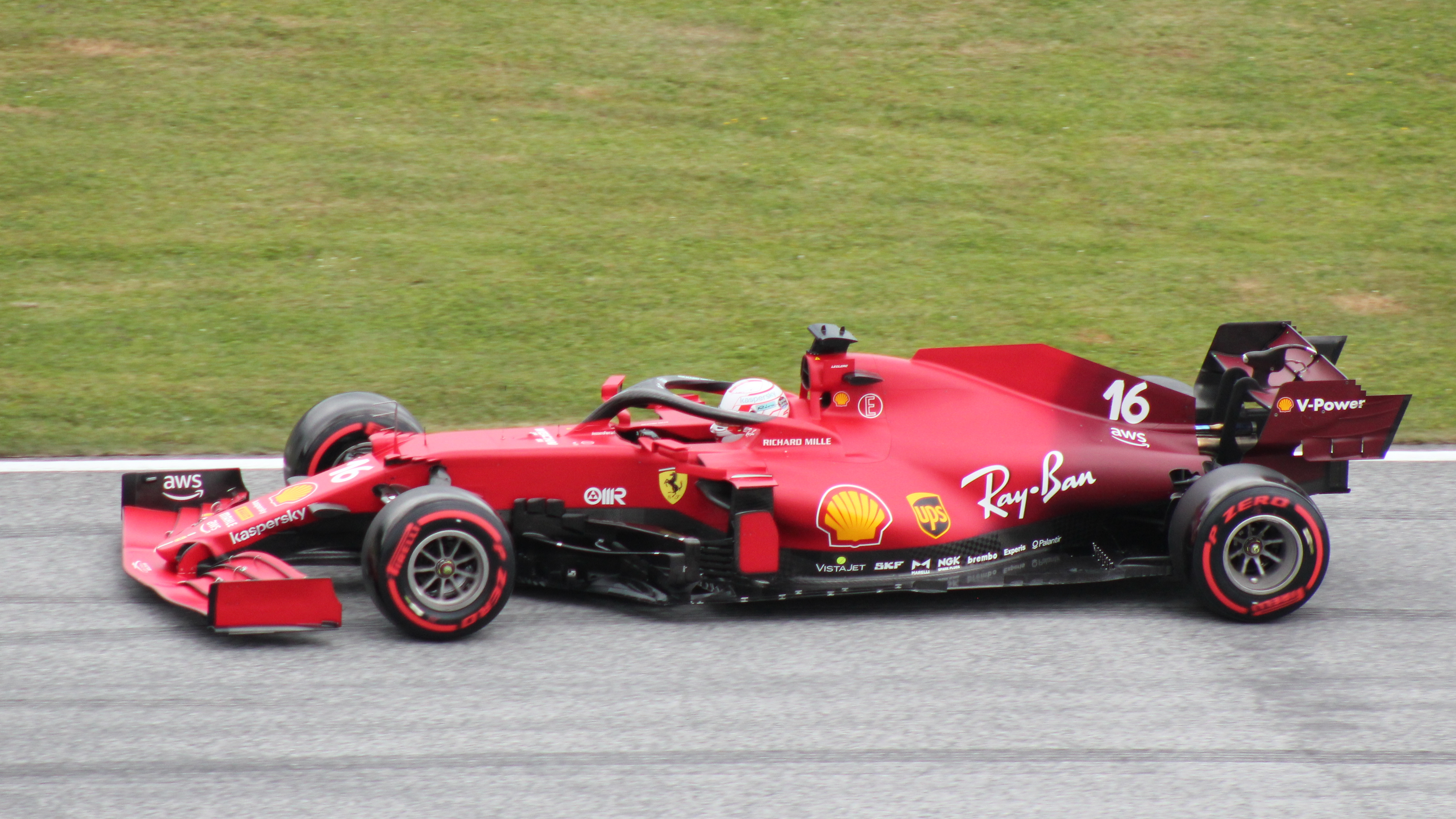
Charles Leclerc tại chặng đua GP Áo 2021

Đầu mùa giải, Leclerc gia hạn hợp đồng với Ferrari đến hết năm 2024. Leclerc có người đồng đội mới là Carlos Sainz jr trong khi Vettel chuyển sang Aston Martin.
Leclerc xuất phát ở chặng đua GP Bahrain ở vị trí thứ 4 sau Valtteri Bottas và về đích thứ 6. Ở chặng đua thứ 5, chặng đua GP Monaco, Leclerc giành pole sau khi tông rào ở vòng chạy Q3 cuối cùng. Cú tông này khiến cho chiếc xe bị hư và anh đã không thể tham gia cuộc đua chính. Tại chặng đua GP Azerbaijan, anh giành vị trí pole nhưng về đích ở vị trí thứ 4. Ở chặng đua GP Styria, Leclerc va chạm với Pierre Gasly ở vòng đua đầu tiên nhưng có thể hồi phục trở lại và về đích ở vị trí thứ 7 và được bầu chọn là tay đua xuất sắc nhất. Sang đến chặng đua GP Áo cũng ở trường đua Red Bull Ring, Leclerc hai lần bị Sergio Pérez phạm lỗi.
Tại chặng đua GP Anh ở trường đua Silverstone, Leclerc vượt qua vòng phân hạng ở vị trí thứ 4 nhưng dẫn đầu cuộc đua từ vòng đua đầu tiên sau khi vượt qua Valtteri Bottas ngay từ đầu và tận dụng lợi thế của sự va chạm giữa Verstappen và Hamilton. Leclerc tiếp tục dẫn đầu cuộc đua cho đến khi bị Hamilton bắt kịp và vượt qua trước khi cuộc đua kết thúc và về đích ở vị trí thứ hai. Đồng thời, anh lên bục trao giải lần đầu tiên và duy nhất vào năm 2021. Tại chặng đua GP Hungary, Leclerc đã bị đâm từ bên cạnh bởi Lance Stroll ở vòng cua số 1 và buộc phải bỏ cuộc ngay lập tức. Ở chặng đua GP Ý, Leclerc cán đích ở vị trí thứ 5 nhưng được thăng hạng 4 sau khi Sergio Pérez bị phạt lùi 5 giây.
Tại chặng đua GP Abu Dhabi, anh đã quyết định đổi lốp trong thời gian xe an toàn ảo nhưng điều đó là một sai lầm khi anh không thể leo thêm vị trí bị mất trên đường đua. Điều này khiến anh chỉ về đích ở vị trí thứ 10. Trong khi đó, đồng đội Sainz về thứ 3 và điều đó đưa Sainz lên thứ năm trong bảng xếp hạng các tay đua và hạ Leclerc xuống thứ bảy. Đây là lần đầu tiên Leclerc bị đồng đội đánh bại trong sự nghiệp Công thức 1 của mình.

##### 2022: Đấu với Verstappen trong cuộc giành chức vô địch Công thức 1

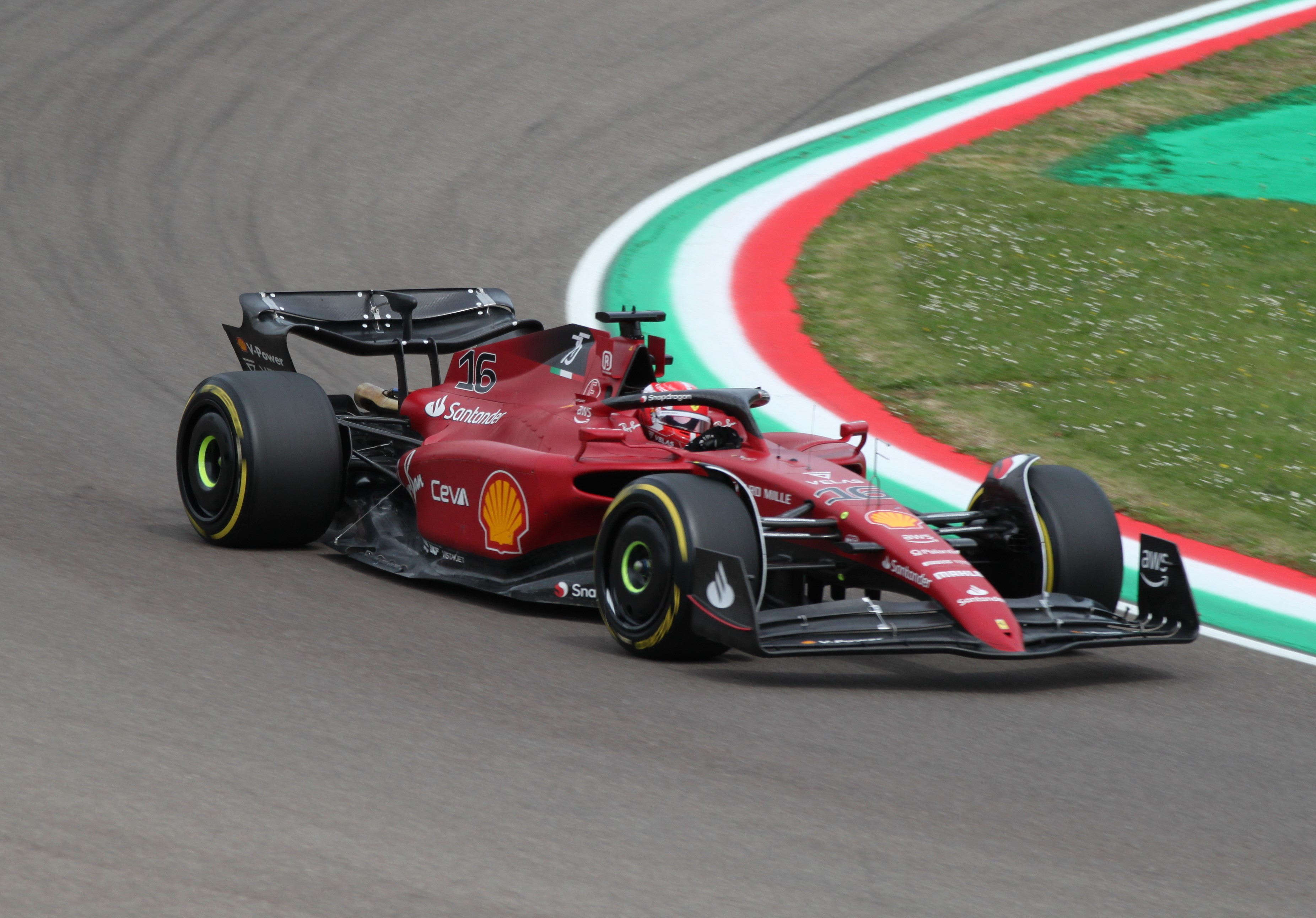
Charles Leclerc tại giải đua ô tô Công thức 1 Emilia Romagna 2022

Leclerc giành vị trí pole tại giải đua ô tô Công thức 1 Bahrain, chặng đua đầu tiên của mùa giải. Đồng thời, đó cũng là vị trí pole thứ 10 trong sự nghiệp Công thức 1 của anh. Trong cuộc đua chính, anh đã giành được chiến thắng Công thức 1 đầu tiên của anh và Ferrari kể từ năm 2019 sau khi đấu chặt chẽ với Max Verstappen của Red Bull trong suốt cuộc đua. Sau cuộc đua này, anh đã dẫn đầu bảng xếp hạng các tay đua lần đầu tiên trong sự nghiệp Công thức 1 và đồng thời cũng trở thành tay đua người Monaco đầu tiên dẫn đầu bàng xếp hạng các tay đua. Sau khi cán đích ở vị trí thứ hai tại giải đua ô tô Công thức 1 Ả Rập Xê Út, Leclerc đã giành chiến thắng áp đảo tại giải đua ô tô Công thức 1 Úc và giành được Grand Slam đầu tiên trong sự nghiệp Công thức 1. Đồng thời, đó cũng là Grand Slam đầu tiên của Ferrari kể từ giải đua ô tô Công thức 1 Singapore 2010 do Fernando Alonso lập được. Tại giải đua ô tô Công thức 1 Tây Ban Nha, Leclerc dẫn đầu cuộc đua với khoảng cách thời gian lớn cho đến khi động cơ gặp sự cố khiến anh phải bỏ cuộc. Do vậy, anh bị Max Verstappen soán ngôi vị trí dẫn đầu trong bảng xếp hạng các tay đua. Sau khi giành vị trí pole tại chặng đua tại quê nhà ở Monaco, Leclerc kết thúc cuộc đua ở vị trí thứ 4 do lỗi chiến thuật và mặt đường ướt. Tại giải đua ô tô Công thức 1 Azerbaijan, Leclerc phải bỏ cuộc một lần nữa do hỏng động cơ khiến anh bị tụt xuống thứ 3 trong bảng xếp hạng các tay đua sau các tay đua của Red Bull. Leclerc bắt đầu ở vị trí thứ 19 tại giải đua ô tô Công thức 1 Canada do bị phạt vì vượt quá mức động cơ cho phép và về đích chặng đua này ở vị trí thứ năm.
Tại giải đua ô tô Công thức 1 Anh, Leclerc về đích thứ 4 sau khi thua đồng đội vì chiến thuật ngớ ngẩn. Leclerc sau đó giành chiến thắng tại giải đua ô tô Công thức 1 GP Áo. Tại giải đua ô tô Công thức 1 Pháp, anh giành vị trí pole trước khi bỏ cuộc ở vòng đua thứ 18 sau khi mất lái. Tại giải đua ô tô Công thức 1 Hungary, anh đã vượt qua vòng phân hạng ở vị trí thứ 3 sau đồng đội của mình nhưng kết thúc cuộc đua ở vị trí thứ 6 sau một lỗi chiến lược của Ferrari.
Trong cuộc đua cuối cùng của mùa giải 2022, giải đua ô tô Công thức 1 Abu Dhabi 2022, Leclerc và Pérez đối đầu nhau để giành vị trí thứ hai trong bảng xếp hạng các tay đua. Mặc dù bắt đầu cuộc đua ở vị trí thứ 3, kém Perez một bậc ở vị trí thứ 2, Leclerc đã vượt qua đối thủ của mình và về đích ở vị trí thứ 2 trong cuộc đua. Sau cuộc đua này, anh giành cả vị trí thứ 2 trong bảng xếp hạng các tay đua cho chính mình với 308 điểm.

##### 2023
Leclerc tiếp tục đua cho Ferrari cùng với Carlos Sainz Jr. Tại giải đua ô tô Công thức 1 Bahrain, anh phải bỏ cuộc do hệ thống điện trong xe của anh trục trặc.

## Thống kê thành tích

### Thống kê tổng thể
| Mùa giải | Giải đua                            | Đội đua                         | Số chặng đua đã tham gia | Số lần giành chiến thắng | Số lần giành vị trí pole | Vòng đua nhanh nhất | Số lần lên bục trao giải | Tổng điểm | Vị trí cuối cùng |
| -------- | ----------------------------------- | ------------------------------- | ------------------------ | ------------------------ | ------------------------ | ------------------- | ------------------------ | --------- | ---------------- |
| 2014     | Formula Renault 2.0 Alps            | Fortec Motorsports              | 14                       | 2                        | 1                        | 0                   | 7                        | 199       | 2                |
| 2014     | Eurocup Formula Renault 2.0         | Fortec Motorsports              | 6                        | 0                        | 0                        | 0                   | 3                        | 0         | KXH†             |
| 2015     | FIA Formula 3 European Championship | Van Amersfoort Racing           | 33                       | 4                        | 3                        | 5                   | 13                       | 363,5     | 4                |
| 2015     | Macau Grand Prix                    | Van Amersfoort Racing           | 1                        | 0                        | 0                        | 0                   | 1                        | N/A       | 2                |
| 2016     | GP3 Series                          | ART Grand Prix                  | 18                       | 3                        | 4                        | 4                   | 8                        | 202       | 1                |
| 2017     | Công thức 2                         | Prema Racing                    | 22                       | 7                        | 8                        | 4                   | 10                       | 282       | 1                |
| 2018     | Công thức 1                         | Alfa Romeo Sauber F1 Team       | 21                       | 0                        | 0                        | 0                   | 0                        | 39        | 13               |
| 2019     | Công thức 1                         | Scuderia Ferrari Mission Winnow | 21                       | 2                        | 7                        | 4                   | 10                       | 264       | 4                |
| 2020     | Công thức 1                         | Scuderia Ferrari Mission Winnow | 17                       | 0                        | 0                        | 0                   | 2                        | 98        | 8                |
| 2021     | Công thức 1                         | Scuderia Ferrari Mission Winnow | 22                       | 0                        | 2                        | 0                   | 1                        | 159       | 7                |
| 2022     | Công thức 1                         | Scuderia Ferrari                | 22                       | 3                        | 9                        | 3                   | 11                       | 308       | 2                |
| 2023     | Công thức 1                         | Scuderia Ferrari                | 2                        | 0                        | 0                        | 0                   | 0                        | 6         | 8                |

† Vì Leclerc là tay đua mời nên anh không đạt yêu cầu để ghi điểm.

### Thống kê chi tiết

#### Sự nghiệp Công thức 1 (2018-nay)
| Mùa giải | Đội đua                         | Xe đua         | 1   | 2   | 3   | 4   | 5   | 6    | 7   | 8    | 9   | 10  | 11  | 12   | 13  | 14  | 15  | 16  | 17  | 18  | 19  | 20  | 21  | 22  | 23  | Tổng điểm | Vị trí cuối cùng |
| -------- | ------------------------------- | -------------- | --- | --- | --- | --- | --- | ---- | --- | ---- | --- | --- | --- | ---- | --- | --- | --- | --- | --- | --- | --- | --- | --- | --- | --- | --------- | ---------------- |
| 2018     | Alfa Romeo Sauber F1 Team       | Sauber C37     | AUS | BHR | CHN | AZE | ESP | MON  | CAN | FRA  | AUT | GBR | GER | HUN  | BEL | ITA | SIN | RUS | JPN | USA | MEX | BRA | ABU |     |     | 39        | 13               |
| 2018     | Alfa Romeo Sauber F1 Team       | Sauber C37     | 13  | 12  | 19  | 6   | 10  | 18†  | 10  | 10   | 9   | Ret | 15  | Ret  | Ret | 11  | 9   | 7   | Ret | Ret | 7   | 7   | 7   |     |     | 39        | 13               |
| 2019     | Scuderia Ferrari Mission Winnow | Ferrari SF90   | AUS | BHR | CHN | AZE | ESP | MON  | CAN | FRA  | AUT | GBR | GER | HUN  | BEL | ITA | SIN | RUS | JPN | MEX | USA | BRA | ABU |     |     | 264       | 4                |
| 2019     | Scuderia Ferrari Mission Winnow | Ferrari SF90   | 5   | 3PF | 5   | 5F  | 5   | Ret  | 3   | 3    | 2P  | 3   | Ret | 4    | 1P  | 1P  | 2P  | 3P  | 6   | 4PF | 4F  | 18  | 3   |     |     | 264       | 4                |
| 2020     | Scuderia Ferrari Mission Winnow | Ferrari SF1000 | AUT | STY | HUN | GBR | 70A | ESP  | BEL | ITA  | TOS | RUS | EIF | POR  | EMI | TUR | BHR | SKH | ABU |     |     |     |     |     |     | 98        | 8                |
| 2020     | Scuderia Ferrari Mission Winnow | Ferrari SF1000 | 2   | Ret | 11  | 3   | 4   | Ret  | 14  | Ret  | 8   | 6   | 7   | 4    | 5   | 4   | 10  | Ret | 13  |     |     |     |     |     |     | 98        | 8                |
| 2021     | Scuderia Ferrari Mission Winnow | Ferrari SF21   | BHR | EMI | POR | ESP | MON | AZE  | FRA | STY  | AUT | GBR | HUN | BEL  | NED | ITA | RUS | TUR | USA | MXC | SAP | QAT | SAU | ABU |     | 159       | 7                |
| 2021     | Scuderia Ferrari Mission Winnow | Ferrari SF21   | 6   | 4   | 6   | 4   | DNS | 4P   | 16  | 7    | 8   | 2   | Ret | 8    | 5   | 4   | 15  | 4   | 4   | 5   | 5   | 8   | 8   | 10  |     | 159       | 7                |
| 2022     | Scuderia Ferrari                | Ferrari F1-75  | BHR | SAU | AUS | EMI | MIA | ESP  | MON | AZE  | CAN | GBR | AUT | FRA  | HUN | BEL | NED | ITA | SIN | JPN | USA | MXC | SAP | ABU |     | 308       | 2                |
| 2022     | Scuderia Ferrari                | Ferrari F1-75  | 1PF | 2F  | 1PF | 62  | 2P  | RetP | 4P  | RetP | 5   | 4   | 12  | RetP | 6   | 6   | 3   | 2P  | 2P  | 3   | 3   | 6   | 46  | 2   |     | 308       | 2                |
| 2023     | Scuderia Ferrari                | Ferrari SF-23  | BHR | SAU | AUS | AZE | MIA | EMI  | MON | ESP  | CAN | AUT | GBR | HUN  | BEL | NED | ITA | SIN | JPN | QAT | USA | MXC | SAP | LVG | ABU | 6*        | 8*               |
| 2023     | Scuderia Ferrari                | Ferrari SF-23  | Ret | 7   |     |     |     |      |     |      |     |     |     |      |     |     |     |     |     |     |     |     |     |     |     | 6*        | 8*               |

Chú thích:
- * – Mùa giải đang diễn ra.
- † – Tay đua không hoàn thành chặng đua nhưng được xếp hạng vi đã hoàn thành hơn 90% của cuộc đua.
- ‡ – Số điểm được chia làm nửa vì 75% của cuộc đua được hoàn thành.

Chú thích cho bảng trên:
| Chú thích                | Chú thích                                |
| Màu                      | Ý nghĩa                                  |
| ------------------------ | ---------------------------------------- |
| Vàng                     | Chiến thắng                              |
| Bạc                      | Hạng 2                                   |
| Đồng                     | Hạng 3                                   |
| Xanh lá                  | Các vị trí ghi điểm khác                 |
| Xanh dương               | Được xếp hạng                            |
| Xanh dương               | Không xếp hạng, có hoàn thành (NC)       |
| Tím                      | Không xếp hạng, bỏ cuộc (Ret)            |
| Đỏ                       | Không phân hạng (DNQ)                    |
| Đen                      | Bị loại khỏi kết quả (DSQ)               |
| Trắng                    | Không xuất phát (DNS)                    |
| Trắng                    | Chặng đua bị hủy (C)                     |
|                          | Không đua thử (DNP)                      |
| Loại trừ (EX)            |                                          |
| Không đến (DNA)          |                                          |
| Rút lui (WD)             |                                          |
| Không tham gia (ô trống) |                                          |
| Ghi chú                  | Ý nghĩa                                  |
| P                        | Giành vị trí pole                        |
| Số mũ cao                | Vị trí giành điểm tại chặng đua nước rút |
| F                        | Vòng đua nhanh nhất                      |